# Додекафонія

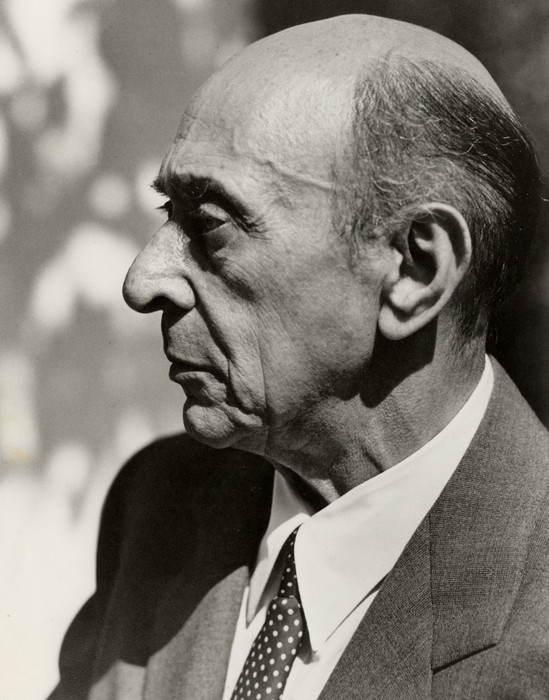
Арнольд Шенберґ, винахідник дванадцятитонової техніки

Додекафо́нія, або дванадцятитонова техніка (грец. δώδεκα — дванадцять; φωνή — звук) — метод композиції на основі серії з дванадцяти тонів хроматичної гами. Використання додекафонії передбачає, що всі 12 тонів звукоряду використовуються у музичному творі з однаковою частотою, мають однакову вагу і дозволяють уникнути тональності.
Додекафонію розробив і вперше реалізував у композиторській практиці австрійський композитор Арнольд Шенберґ у Сюїті для фортепіано, ор. 25 (1923 року). Передумовою появи додекафонії було поступове ускладнення класичної гармонії, розхитування тональної системи до повної відмови від тональності (атональність) та емансипація дисонансу у творчості багатьох композиторів кінця XIX — початку XX століття (Ріхард Вагнер, Густав Малер, Ріхард Штраус, Олександр Скрябін, Ігор Стравінський та інші). Криза тональної системи спонукала композиторів до пошуків нових форм вертикальної організації музичної тканини, однією з яких і стала додекафонія.
Сутністю додекафонії є використання серії (тобто певної послідовності) з дванадцяти звуків, що не повторюються, як основного конструктивного елементу музичної тканини. Серія може проводитись в прямому, оберненому, реверсивному русі, горизонтально (створюючи мелодичні мотиви) або вертикально (в акордах), окремими сегментами тощо.
Початково Шенберг та його послідовники — композитори Нововіденської школи (Антон Веберн, Альбан Берг) при компонуванні додекафонічної музики уникали випадкових тональних співзвуч, однак пізніше додекафонія органічно поєднується з тональністю (наприклад, скрипковий концерт Альбана Берга). Плідним напрямком розвитку додекафонії стала серійна та серіальна музика.
Раніше за Шенберга додекафонію розробили російські композитори М. Рославець, Микола Обухов, українець Юхим Голишев, однак в умовах тогочасної політики СРСР щодо мистецтва, додекафонія тривалий час вважалась проявом «формалізму» та нещадно переслідувалась[джерело?].
В українській музиці додекафонія з'являється в 1960-ті роки у творчості В. В. Сильвестрова, В. О. Годзяцького, Л. О. Грабовського.

## Приклад
Нижче подано приклад серії з 12 звуків та її трансформацій: Основна тема:
Ракохід теми (тема проводиться у зворотному русі):
Обернення теми (інтервали дзеркально відображені):
Обернення ракоходу (попередні два методи поєднані):